# Крайнево
Крайневе (рос. Крайнево) — присілок у Опочецькому районі Псковської області Російської Федерації. Входить до складу Приміської волості.

## Географія
Село розташована за 23 км. на північний захід від міста Опочка, на лівому березі річки Ісса.

## Клімат
Клімат села помірно-континентальний, з м'якою зимою та теплим літом. Опадів більше випадає влітку і на початку осені.

## Населення
Станом на 2018 рік чисельність населення села — 10 осіб.
| 2000 | 2012 | 2015 | 2018 |
| 21   | ↘ 20 | ↘ 18 | ↘ 8  |

## Історія
Входила до складу Петровської волості з центром в с. Макушино, з 3 листопада 2006 року в складі Опочецького району.